# وایتسبورو-برلی (نیوجرسی)
وایتسبورو-برلی (به انگلیسی: Whitesboro-Burleigh) یک منطقهٔ مسکونی در ایالات متحده آمریکا است که در شهرستان کیپ می، نیوجرسی واقع شده‌است. وایتسبورو-برلی ۱۰٫۷ کیلومتر مربع مساحت و ۱٬۸۳۶ نفر جمعیت دارد.